# Eurycyde clitellaria
Eurycyde clitellaria là một loài nhện biển trong họ Ascorhynchidae. Loài này thuộc chi Eurycyde. Eurycyde clitellaria được miêu tả khoa học năm 1955 bởi Stock.